# Liste der Kulturgüter in Maienfeld
Die Liste der Kulturgüter in Maienfeld enthält alle Objekte in der Gemeinde Maienfeld im Kanton Graubünden, die gemäss der Haager Konvention zum Schutz von Kulturgut bei bewaffneten Konflikten, dem Bundesgesetz vom 20. Juni 2014 über den Schutz der Kulturgüter bei bewaffneten Konflikten sowie der Verordnung vom 29. Oktober 2014 über den Schutz der Kulturgüter bei bewaffneten Konflikten unter Schutz stehen.
Objekte der Kategorie A sind vollständig in der Liste enthalten, Objekte der Kategorie B sind im Gemeindegebiet nicht ausgewiesen, Objekte der Kategorie C fehlen zurzeit (Stand: 13. Oktober 2021).

## Kulturgüter
| Foto |                                                                          | Objekt                                                         | Kat. | Typ | Standort                                      | Beschreibung |
| ---- | ------------------------------------------------------------------------ | -------------------------------------------------------------- | ---- | --- | --------------------------------------------- | ------------ |
| ja   | Datei hochladen · Wikidata zu Schloss Brandis (Q2240377)                 | Schloss Brandis (Turm mit Malereien) KGS-Nr.: 3084             | A    | G   | Schloss Brandis 2 759090 / 208270             |              |
| ja   | Datei hochladen · Wikidata zu Schloss Salenegg (Q14661772)               | Schloss Salenegg KGS-Nr.: 3085                                 | A    | G   | Steigstrasse 21 758907 / 208737               |              |
| ja   | Datei hochladen · Wikidata zu Marschall-Haus (Brügger-Salis) (Q29784911) | Marschall-Haus (Brügger-Salis) KGS-Nr.: 3087                   | B    | G   | Steigerstrasse 9 758960 / 208539              |              |
| ja   | Datei hochladen · Wikidata zu Amanduskirche (Maienfeld) (Q454357)        | Reformierte Kirche KGS-Nr.: 3088                               | B    | G   | Grabenstrasse 759130 / 208439                 |              |
| ja   | Datei hochladen · Wikidata zu Sprecher-Haus (ehem. Brügger) (Q29784912)  | Sprecher-Haus (ehem. Brügger) KGS-Nr.: 3089                    | B    | G   | Städtli 2, Grabenstrasse 1–5 759124 / 208410  |              |
| ja   | Datei hochladen · Wikidata zu Torkel Tobias Kuoni (Q29784916)            | Torkel Tobias Kuoni KGS-Nr.: 3091                              | B    | G   | Städtli 5 759102 / 208407                     |              |
| ja   | Datei hochladen · Wikidata zu Valentinshaus (Q29784917)                  | Valentinshaus KGS-Nr.: 3092                                    | B    | G   | Unter der Linde 9 759204 / 208249             |              |
| BW   | Datei hochladen                                                          | Bibliothek im Sprecher-Haus KGS-Nr.: 3285                      | B    | S   | Städtli 2 / Grabenstrasse 1–5 759124 / 208410 |              |
| ja   | Datei hochladen · Wikidata zu Steigkirche (St. Luzisteig) (Q2339376)     | Evangelische Steigkirche mit Steighof und Suste KGS-Nr.: 12451 | B    | G   | St. Luzisteig 758800 / 210839                 |              |